# Síminn
Síminn, även känt som Landssíminn, är det tidigare statsägda telekommunikationsbolaget på Island. Den 28 juli 2005 såldes företaget till Skipti för totalt 66,7 miljarder isländska kronor. Idag är det ett privatägt företag. 
Síminn har investerat stora pengar i televisionindustrin på Island och äger tv-kanalen Skjár 1. Síminn har även bredbandstjänster och övriga telefonitjänster.
I december 2005 gick företaget officiellt ut med att de tre bolagen Síminn, Íslenska sjónvarpsfélagið (Isländska televisionsbolaget som äger Skjár 1) och moderbolaget Skipti skulle gå ihop och bli ett företag, kallat Síminn.

## Historia
Landssími Íslands bildades av den isländska regeringen år 1906, då Island för första gången var i kontakt med andra länder via telefon. I början blev det många demonstrationer mot idén om telefonen men Hannes Hafstein, Islands första statsminister, lyckades föra igenom förslaget. Det tog därefter hela 54 år för att lägga telefonkablar på det isländska fastlandet.
År 1935 gick Landssími Íslands och Islands postföretag ihop och bildade företaget Póstur og Sími. År 1998 delades företaget igen och bildade postföretaget Íslandspóstur och telekommunikationsbolaget Landssími Íslands. Idag använder Landssími Íslands namnet Síminn eftersom det är mer marknadsvänligt.